# Scypuł

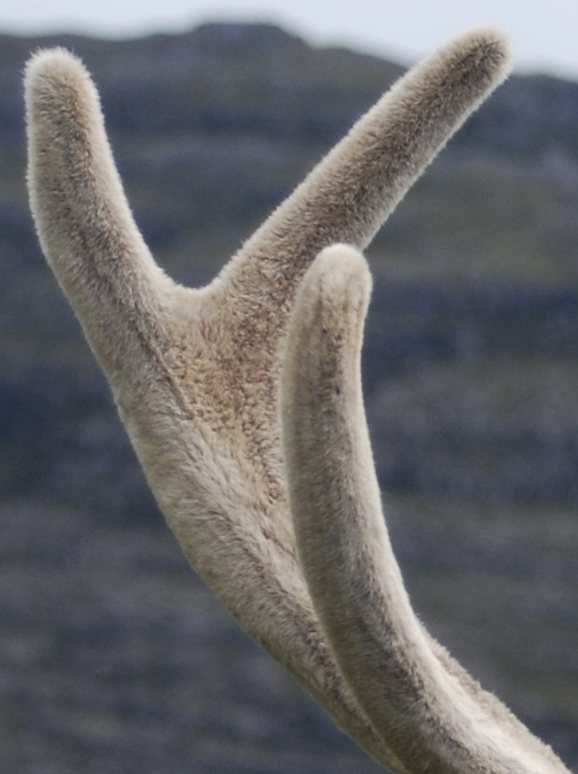
Scypuł na porożu jelenia szlachetnego (Cervus elaphus)

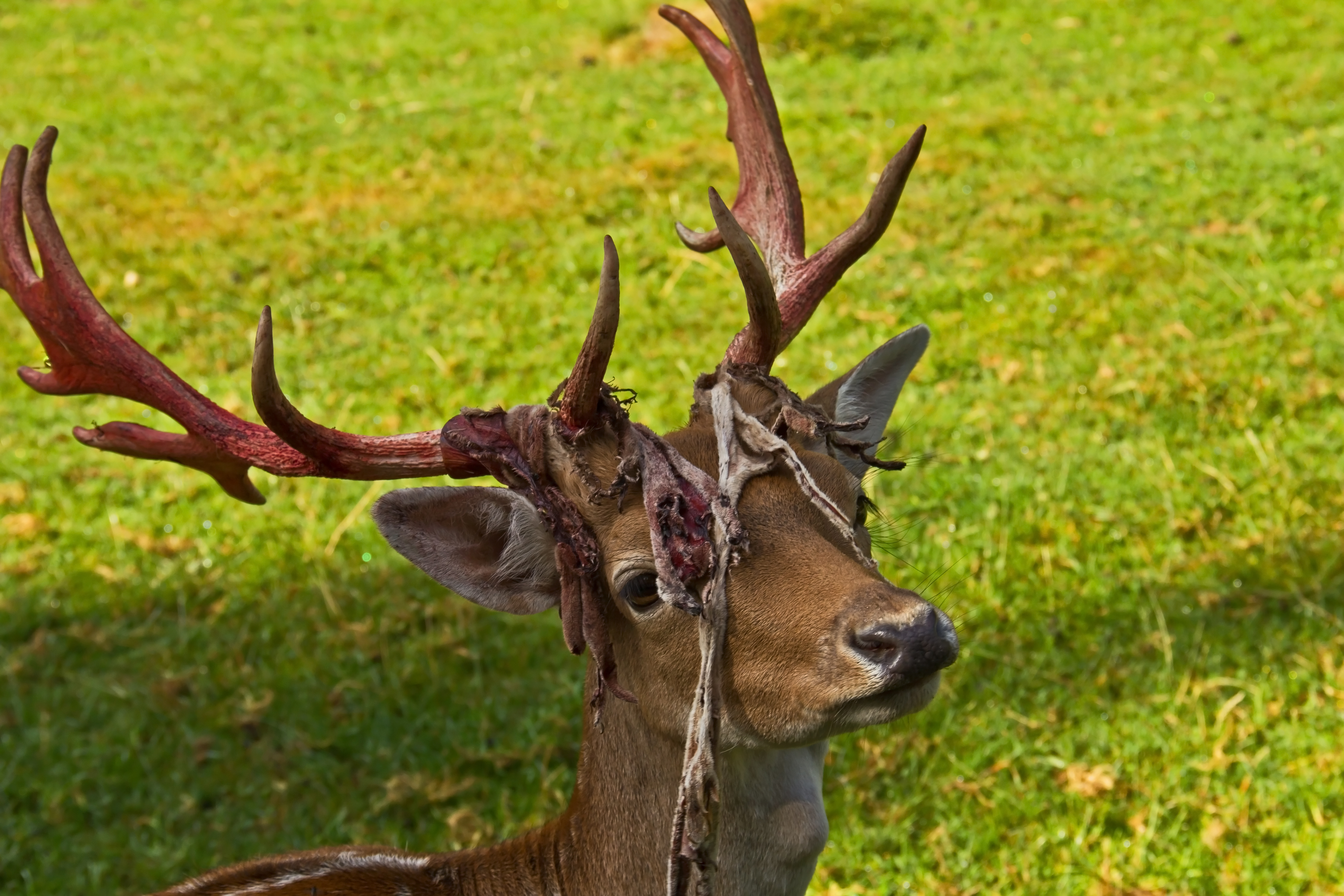
Jeleń szlachetny z resztkami scypułu na porożu

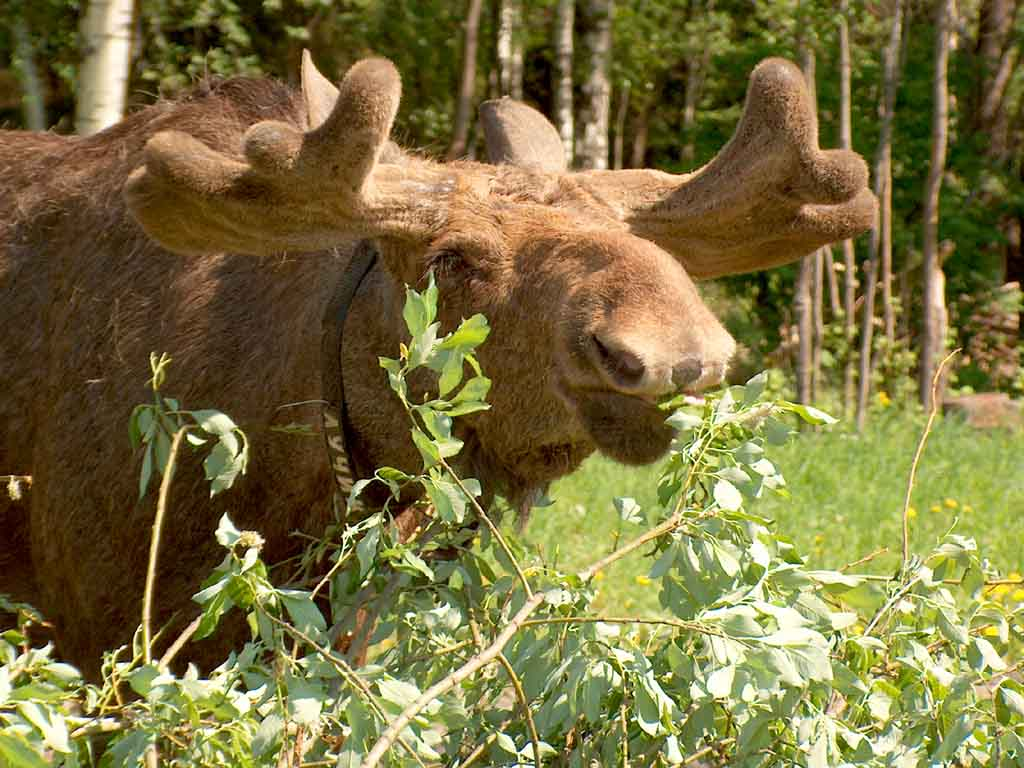
Łoś euroazjatycki (Alces alces) z porożem pokrytym scypułem

Scypuł – cienka, delikatna warstwa skórna pokryta drobną sierścią, która chroni poroże jeleniowatych w okresie ich corocznego wzrostu. Jest bogato unaczyniony i silnie unerwiony, dlatego przy obrażeniach poroża często krwawi. Gdy poroże w pełni się ukształtuje, scypuł obumiera i jest ścierany o pnie drzew, krzewy i gałęzie. W trakcie usuwania scypułu jeleniowate wyrządzają szkody w gospodarce leśnej, zdzierając korę drzew. Takie zachowanie nazywa się czemchaniem.
U reniferów scypuł, który nie ściera się wraz ze wzrostem, nosi nazwę panty.